# Gonocleonus
Gonocleonus — рід жуків родини Довгоносики (Curculionidae).

## Зовнішній вигляд
До цього роду відносяться крупні жуки із довжиною тіла понад 22 мм. Основні ознаки:
- тіло коротке й широке;
- передньоспинка розширена до переду, її задній край прямолінійний;
- 3-й членик лапки роздвоєний на загострені дольки, але не розширений; 5-й — вузький та роздвоєний; лапки знизу із короткими потовщеними щетинками;
- надкрилля з розвиненими плечима, непарні інтервали між поздовжніми крапковими рядами надкриль підвищені при своїй основі, часто-густо з грубою скульптурою — кілями, борозенками.

## Спосіб життя
Не вивчений, ймовірно, він типовий для Cleonini.

## Географічне поширення
Ареал роду обмежений Північною Африкою — від Марокко до Лівії. Лише один вид цього роду — Gonocleonus helferi зареєстрований у Європі — на Сицилії. Решту видів можна вважати ендеміками Північної Африки.

## Класифікація
До цього роду включено 12 видів, один з яких має три підвиди:
- Gonocleonus cristulatus (Fairmaire, 1859)
- Gonocleonus ferdinandi Escalera, 1914
- Gonocleonus helferi (Chevrolat, 1844)
- Gonocleonus heros (Chevrolat, 1873)
- Gonocleonus humberti (Peyerimhoff, 1925)
- Gonocleonus insculpturatus (Escalera, 1914)
- Gonocleonus insignis amenokal (Peyerimhoff, 1931)
- Gonocleonus insignis insignis (Desbrochers des Loges, 1875)
- Gonocleonus insignis kocheri Hustache, 1932
- Gonocleonus margaritiferus (Lucas, 1844)
- Gonocleonus munieri (Bedel, 1875)
- Gonocleonus seabrithorax Desbrochers des Loges, 1898
- Gonocleonus scalptus Faust, 1904
- Gonocleonus sculptissimus Escalera, 1925